# Euroregija Dunav-Drava-Sava
Euroregija Dunav-Drava-Sava je euroregija, koja obuhvaća dijelove Bosne i Hercegovine, Hrvatske i Mađarske. Ustanovljena je 1998. godine. Predsjednik organizacije je Kékes Ferenc. 

## Članovi

### Bosna i Hercegovina
- Distrikt Brčko
- Posavska županija
- Tuzlanska županija
- Tuzla
- Gospodarska komora tuzlanske županije

### Hrvatska
- Brodsko-posavska županija
- Koprivničko-križevačka županija
- Osječko-baranjska županija
- Požeško-slavonska županija
- Virovitičko-podravska županija
- Vukovarsko-srijemska županija
- Koprivnica
- Osijek
- Požega
- Vukovar
- Hrvatska gospodarska komora

### Mađarska
- Baranjska županija
- Šomođska županija
- Pečuh
- Szekszárd
- Gospodarsko-industrijska komora Pečuha i Baranje

## Vanjske poveznice
- Danube-Drava-Sava Službena stranica  Arhivirana inačica izvorne stranice od 3. listopada 2013. (Wayback Machine)